# Rudolf Maria Brandl
Rudolf Maria Brandl (* 10. Juli 1943 in Stockerau; † 3. Oktober 2018 in Wien) war ein deutscher Musikethnologe.

## Leben
Brandl studierte ab 1962 an der Universität Wien Musikwissenschaft, Afrikanistik, Ethnologie sowie Philosophie. Im Jahre 1972 promovierte er in vergleichender Musikwissenschaft bei Walter Graf mit dem Thema „Märchenlieder aus dem Ituri Wald“. Von 1962 bis 1971 studierte er Violine am Konservatorium der Stadt Wien sowie Komposition an der Musikakademie Wien.
Von 1962 bis 1975 war Brandl Co-Leiter des Ensembles für Neue Musik „Die Kontraste“ und freier Mitarbeiter des ORF sowie des Internationalen Musikzentrums IMZ. Von 1966 bis 1975 arbeitete er als wissenschaftlicher Angestellter im Phonogrammarchiv der Österreichischen Akademie der Wissenschaften in Wien.
In den Jahren von 1975 bis 1982 war er wissenschaftlicher Assistent an der FU Berlin (Musikethnologie) bei Kurt Reinhard. Während dieser Zeit hatte er 1978 eine Gastprofessur an der Universität Tampere in Finnland. 1989 war er Gastprofessor an der Aristoteles-Universität Thessaloniki in Griechenland.
1982 erfolgte Brandls Habilitation im Fach Vergleichende Musikwissenschaft an der FU Berlin mit dem Thema „Die Lyramusik von Karpathos“. 1982 wurde er Professor für Musikethnologie an der Universität Göttingen. Seine Emeritierung erfolgte 2008.
Brandl verstarb am 3. Oktober 2018 nach kurzer schwerer Krankheit in Wien.

## Schwerpunkte und Feldforschung
- Griechenland (ab 1963)
- Albanien (1972, 1989)
- Musik serbischer Gastarbeiter in Wien (1973–75)
- Wiener Volkssänger (1973–75, 1977–78, 1993, 2003)
- Oper und Nuo-Maskenriten in China (1986, 1988, 1990–91, 1992–94, 1996–98, 2000, 2004–06)

## Mitgliedschaften
- Vorstand der IGNM-Sektion Österreich (1972–1974).
- Südosteuropa-Kommission der Akademie der Wissenschaften zu Göttingen (seit 1987).
- Chairman des Nationalkomitees der BRD im International Council for Traditional Music – ICTM (1985–1990).
- Vorsitzender der Fachgruppe Musikethnologie der Gesellschaft für Musikforschung (1990–2002).

## Ehrungen
- Förderungspreis für Komposition des Landes Niederösterreich (1972).
- Förderungspreis für Komposition des Landes Salzburg (1974).

## Veröffentlichungen (Auswahl)
- Einführung in das Kunqu. Die Klassische Chinesische Oper des 16.–19. Jahrhunderts. Göttingen 2007.
- Musik als kommunikative Handlung. Musikalische Hermeneutik versus kognitive Anthropologie. Entwurf einer dramatologischen Musikanthropologie, Göttingen 2006, ISBN 3-86537-886-2.
- Die Volksmusik der Insel Karpathos. Eine Studie zum Problem von Konstanz und Variabilität instrumentaler Volksmusik am Beispiel einer griechischen Insel 1930 – 1981, Göttingen 1992, ISBN 3-927636-20-7.
- Über das Phänomen Bordun (drone), in: Studien zur Volksmusik Südost-Europas, Beiträge zur Ethnomusikologie 4, Hamburg 1975, 90–121.

Darüber hinaus veröffentlichte er viele Tondokumentationen musikwissenschaftlichen Inhalts.